# Szkoła społeczna
Szkoła społeczna – jedna z niepublicznych form organizacyjno-prawnych jednostek oświatowych (obok szkoły prywatnej), w której rolę założyciela pełni towarzystwo oświatowe, a proces zarządzania placówką jest uspołeczniony przede wszystkim poprzez pogłębione zaangażowanie rodziców.
Pierwsze szkoły społeczne zakładane przez Społeczne Towarzystwo Oświatowe pojawiły się w Polsce w 1989 roku. Wysokość czesnego ustala stowarzyszenie prowadzące szkołę. Kierunki wydatkowania przychodów określają rodzice. Towarzystwo nie czerpie zysków, a wszystkie zarobione pieniądze wydawane są na realizację celów statutowych szkoły.